# Harpyia monochroma
Harpyia monochroma är en fjärilsart som beskrevs av Yuri A. Tshistjakov 1977. Harpyia monochroma ingår i släktet Harpyia och familjen tandspinnare. Inga underarter finns listade i Catalogue of Life.